# Compteur ordinal
Pour les articles homonymes, voir PC.
Dans un processeur, le compteur ordinal ou pointeur d'instruction (en anglais : instruction pointer IP ou program counter PC) est le registre qui contient l'adresse mémoire de l'instruction en cours d'exécution ou prochainement exécutée (cela dépend de l'architecture). Une fois l'instruction chargée, il est automatiquement incrémenté pour pointer l'instruction suivante.
Les instructions de branchement ou d'appel et retour de sous-programmes permettent de choisir une autre adresse pour influer sur le déroulement du programme informatique. Elles permettent ainsi de charger (écrire) des valeurs arbitraires dans le compteur ordinal.